# Julian Laine
Julian „Digger“ Laine (* 1907 in New Orleans; † 10. September 1957 ebenda) war ein US-amerikanischer Jazzposaunist.
Laine, der nicht mit Papa Jack Laine verwandt ist, spielte 1928 mit den Melody Masters von Leon Prima und Sharkey Bonano und danach Ende der 1920er Jahre in der Band von Johnny Bertucci in Biloxi (Mississippi). Zurück in New Orleans spielte er in der Band von Tony Almerico auf Flussdampfern. 1936 spielte er mit Sharkey Bonano und danach mit Red Bolman und Jules Bauduc. Nach einer Unterbrechung aufgrund eines Autounfalls spielte er bei Louis Prima in Chicago und mit Joe Venuti, bevor er nach New Orleans zurückkehrte und wieder mit Almerico spielte. 1940 gründete er eine eigene Band, war von 1942 bis 1944 in der US-Armee und spielte dann wieder bei Almerico, mit Louis Prima und Bonano. Ab 1946 gehörte er für 18 Monate mit Johnny Wiggs, Bujie Centobie, Armand Hug, Chink Martin und Monk Hazel zu einer All-Star-Band, die wöchentlich für den Sender WSMB arbeitete. 1949 spielte er mit eigener Band im Three Deuces in New Orleans und 1950 mit Muggsy Spanier in Chicago und San Francisco. Im selben Jahr nahm er mit Irving Fazola auf. Er tourte mit Bonano und spielte in New Orleans gelegentlich mit Johnny Wiggs (Anfang der 1950er Jahre), bevor er aus Gesundheitsgründen seine Musikerlaufbahn aufgab.
1941 nahm er mit George Hartman auf.